# Konstancja Aragońska

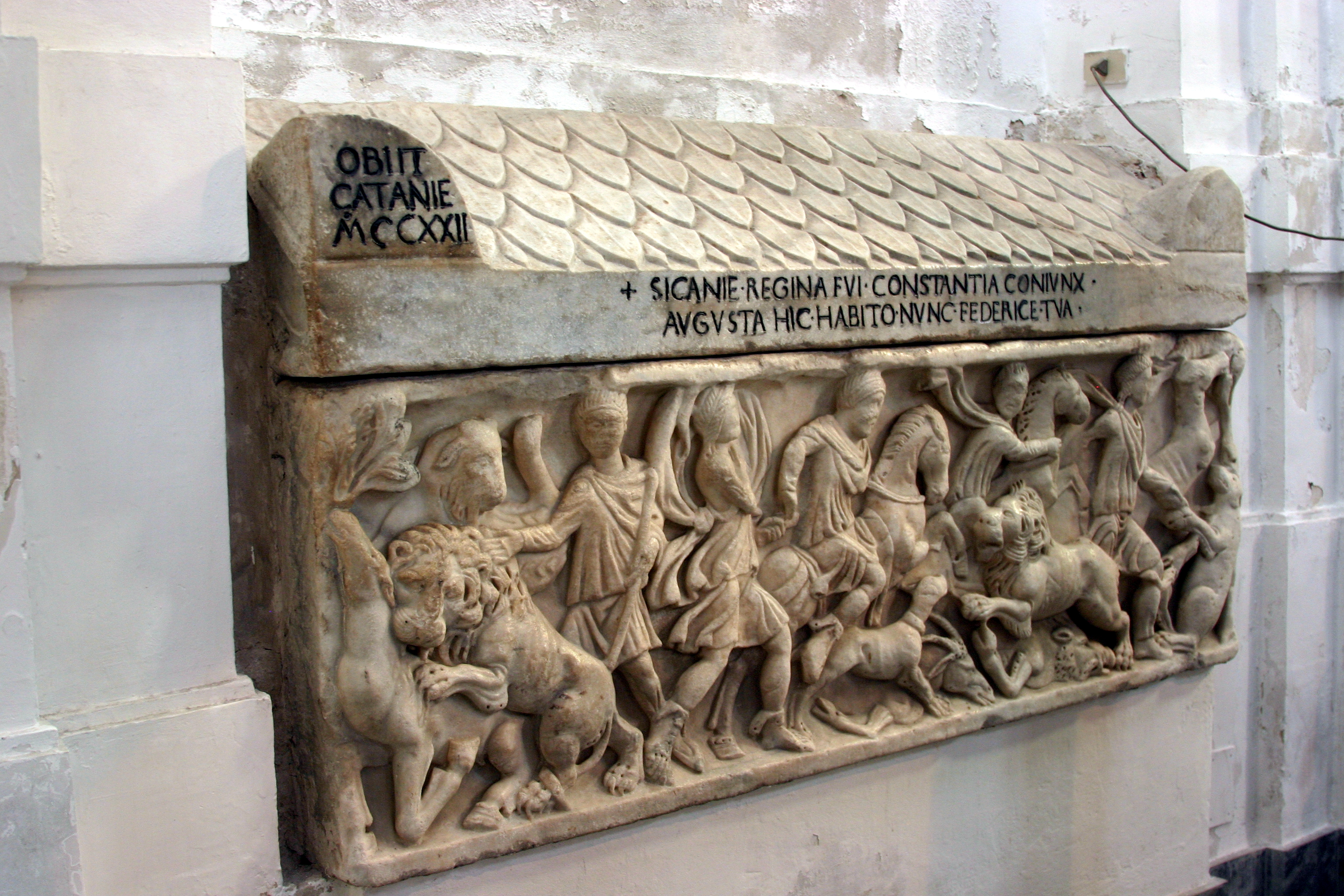

Konstancja Aragońska (ur. 1179, zm. 23 czerwca 1222) – najpierw królowa Węgier jako żona Emeryka węgierskiego, później królowa i cesarzowa rzymska jako pierwsza żona Fryderyka II Hohenstaufa. 
Była córką Alfonsa II, króla Aragonii i Sanchy Kastylijskiej. Jej dziadkami od strony matki byli Alfons VII Imperator, król Kastylii i Leónu, oraz Ryksa śląska.
| 4. Ramon Berenguer IV   |  |                        |  |  |                         |
|                         |  | 2. Alfons II Aragoński |  |  |                         |
| 5. Petronela Aragońska  |  |                        |  |  |                         |
|                         |  |                        |  |  | 1. Konstancja Aragońska |
| 6. Alfons VII Imperator |  |                        |  |  |                         |
|                         |  | 3. Sancha Kastylijska  |  |  |                         |
| 7. Ryksa śląska         |  |                        |  |  |                         |
|                         |  |                        |  |  |                         |

## Królowa Węgier
W 1198 Konstancja poślubiła Emeryka węgierskiego (1174–1204), syna króla Węgier Beli III i Agnieszki z Chatillon, córki księcia Antiochii Renalda z Chatillon. Para miała tylko jednego syna - Władysława III (ok. 1200 – 1205). 
Władysław został koronowany na króla jeszcze za życia swojego ojca, w 1204. Emeryk chciał w ten sposób zabezpieczyć koronę i kazał swojemu młodszemu bratu Andrzejowi przyrzec, że będzie chronił bratanka i pomagał mu w rządzeniu państwem. Emeryk zmarł jeszcze przed końcem tego roku i Władysław został pełnoprawnym królem, a Andrzej regentem. Władysław i Konstancja wkrótce stali się więźniami Andrzeja. Konstancji udało się uciec z synem do Wiednia. Znaleźli schronienie na dworze Leopolda VI, księcia Austrii. Władysław jednak zaraz zmarł. Regent Andrzej został królem Węgier jako Andrzej II, a Konstancja pozostała na wygnaniu.

## Królowa i cesarzowa Niemiec
Konstancja pozostała wdową przez kolejne 5 lat. W 1210 ponownie wyszła za mąż, jej drugim mężem został król Sycylii Fryderyk Hohenstauf (1194–1250), syn cesarza Henryka VI i Konstancji, córki króla Sycylii Rogera II. Para miała jedynie jednego syna – Henryka (VII) (1211–1242). 
9 grudnia 1212, Fryderyk został koronowany na króla Niemiec, na przekór Ottonowi IV z Brunszwiku, cesarzowi. Początkowo Fryderyk kontrolował północne Niemcy, ale 5 lipca 1215 Otto IV został obalony. Konstancja została jedyną królową niemiecką. W imieniu męża była również regentką Sycylii.
22 listopada 1220 papież Honoriusz III koronował Fryderyka na cesarza rzymskiego. Wtedy Konstancja została cesarzową, a jej syn Henryk - nowym królem Niemiec. Zmarła jednak niecałe dwa lata później, a Fryderyk ożenił się z Jolantą Jerozolimską. Konstancja została pochowana w katedrze w Palermo.